# Yu-Gi-Oh! Réunis au-delà du temps
Pour plus de détails, voir Fiche technique et Distribution.
Yu-Gi-Oh ! Réunis au-delà du temps (10thアニバーサリー 劇場版 遊☆戯☆王 〜超融合!時空を越えた絆〜, Tensu Anibāsarī Gekijōban Yū-Gi-Ō!: Chō-Yūgō! Toki o Koeta Kizuna) est un film d'animation japonais célébrant les 10 ans de la série Yu-Gi-Oh! mettant ainsi fin à l'univers dans lequel évoluent les trois séries Yu-Gi-Oh !, Yu-Gi-Oh! GX et Yu-Gi-Oh! 5D's. Il est sorti dans les salles japonaises le 23 janvier 2010. Une version anglophone est sortie le 26 février 2011 aux États-Unis. Ceux qui voient le film au Japon reçoivent une carte spéciale, nommée Sin Red-Eyes Black Dragon. En France, le film est diffusé directement à la télévision sur la chaîne jeunesse Canal J le 28 avril 2011.

## Trame
Le film fait preuve d’un scénario original, avec pour personnages principaux les protagonistes des trois séries animées, Yugi Muto de Yu-Gi-Oh ! (doublé par Shunsuke Kazama), Jaden Yuki de Yu-Gi-Oh! GX (connu sous le nom de Yuki Judai dans la version japonaise, et doublé par Kenn) et Yusei Fudo de Yu-Gi-Oh! 5D's (doublé par Yuya Miyashita). Le scénario mêle ces trois-là en équipe contre Paradox (doublé par Atsushi Tamura), un homme qui essaie d’arrêter cette folie insensée qu’est la domination de cartes à jouer sur la vie de tous les jours, un Turbo Duelliste qui peut traverser le temps et l’espace comme il le veut.
L’histoire se passe autour de Yusei Fudo, qui poursuit Paradox à travers le temps, car ce dernier lui a volé son Dragon Poussière d’Étoile (Stardust Dragon dans la version japonaise) et l’a corrompu par les ténèbres, donnant au Dragon la capacité de détruire le monde. Après que Paradox ait disparu, Yusei rencontre Jaden Yuki (qui depuis la fin de la saison 3 de GX est capable d’utiliser les pouvoirs de Yubel et de l'ultime souverain) à Venise. Jaden explique à Yusei que Paradox a volé les meilleurs cartes de ses amis. (Ultime Cyber dragon de Zen Truesdale (Zan Truesdale) et Dragon Arc en Ciel de Jesse Andersen (Johan Andersen). Ils font par la suite une terrible découverte sur les intentions de Paradox : il compte supprimer Maximilien Pegasus, le créateur des Duels de Monstres, provoquant un chaos spatio-temporel total. Les deux duellistes s’allièrent afin de pourchasser Paradox, ce qui les conduit dans le passé et occasionne une rencontre avec le Roi du Jeu en personne, Yugi Muto, ainsi que le pharaon Atem toujours enfermé dans son puzzle du millénium. Après avoir tout expliqué à Yugi, ce dernier accepte de combattre Paradox avec Yusei et Jaden dans un ultime duel à trois contre un afin de sauver à la fois le monde et le Dragon Poussière d'Étoile de Yusei.
Il y a différents personnages des trois séries Yu-Gi-Oh! :
- Yusei, Jack, Akiza (Aki), Lua, Luca et Crow de Yu-Gi-Oh! 5D's ;
- Jaden (Judai), Yubel, Liman Banner (Daitokuji), Kuriboh Ailé (Hane Kuriboh) et Pharaon de Yu-Gi-Oh! GX ;
- Yugi Muto, le Pharaon Atem (Atemu), Salomon Muto et Maximilien Pegasus (Pegasus J. Crawford) de Yu-Gi-Oh!.

## Fiche technique
- Titre : Yu-Gi-Oh ! Réunis au-delà du temps (10thアニバーサリー 劇場版 遊☆戯☆王 〜超融合!時空を越えた絆〜, Tensu Anibāsarī Gekijōban Yū-Gi-Ō!: Chō-Yūgō! Toki o Koeta Kizuna?)
- Sortie Japon : 23 janvier 2010
- Sortie France : 28 avril 2011 sur Canal J